# 小犬座BC
小犬座BC，又名BD+03 1824，HD 64052、SAO 116054、HR 3061，是小犬座的一颗恒星，视星等为6.31，位于銀經216.98，銀緯14.99，其B1900.0坐标为赤經7h 46m 52.4s，赤緯+3° 14.99′ 8″。